# Henri Selenius
Henri Aleksi Selenius (ur. 16 czerwca 1994) – fiński zapaśnik walczący przeważnie w stylu wolnym. Dziewiąty na mistrzostwach Europy w 2016. Zajął 21. miejsce na Igrzyskach europejskich w 2015. Zdobył srebrny medal na mistrzostwach nordyckich w 2017.
Trzeci na ME U-23 w 2017 roku. Zawodnik Aalto University.